# ميجيل وويليام (فلم)
ميجيل وويليام فيلم رومانسي كوميدي يجسد اختراع الصداقة بين ميجيل دي ثيربانتس ويمثله خوان لويس جالياردو وويليام شكسبير ويمثله ويل كيمب، واللذان وقعا في حب امرأة إسبانية جميلة واحدة في آن واحد والتي تمثلها إلينا أنايا. والفيلم من سيناريو تيرسو كاليرو وإيفا كروث إخراج إينس باريس عام 2007 ومن بطولة خوان لويس جالياردو الذي لعب دور ثيربانتس. وحصل الفيلم على جائزتي الجمهور ولجنة التحكيم الخاصة عام 2007.

## قصة الفيلم
جاءت قصة الفيلم لتجمع بين اثنين من أشهر أدباء القرن السابع عشر، ميجيل دي ثيربانتس وويليام شكسبير. ميجيل دي ثيربانتس وويليام شكسبير ودائمًا ما كان يقال أن كلا من ثيربانتس وشكسبير قد توفيا في نفس اليوم، على الرغم من أن الأول توفي يوم 22 أبريل عام 1616 والثاني يوم 23 أبريل من نفس العام. ومع ذلك والرغم من أن كلهما توفيا في 23 من وجهة نظر بلدانهم، إلا أنهم في الوقت ذاته لم يتزامنا في الوقت؛ حيث تستخدم بريطانيا العظمي التقويم اليولياني، فيما تستخدم إسبانيا التقويم الميلادي. وحينما توفي شكسبير، وافق هذا التاريخ 3 مايو في إسبانيا. وكما يخلد الفيلم ذكرى ثيربانتس وشكسبير، فإنه في الوقت ذاته يذكر السيدة ليونور دي بيبيرو التي أتفق كل من هما على حبها والتي حاولت أن تألف بين الكاتبين ومهاراتهما الأدبية وأن يجمعهها عمل واحد.